# Комісарове
Коміса́рове — село в Україні, у Вільхуватській сільській громаді Куп'янського району Харківської області. Населення становить 86 осіб. До 2020 орган місцевого самоврядування — Вільхуватська сільська рада.

## Географія
Село знаходиться за 2 км від села Попельне (зняте з обліку в 2008 році), та за 3 км від села Потихонове, за 2 км — колишнє село Гусівка. По селу протікає пересихаючий струмок Плотва I на якому зроблено загату.

## Історія
- 1917 — дата заснування.
- 12 червня 2020 року, відповідно до розпорядження Кабінету Міністрів України  № 725-р «Про визначення адміністративних центрів та затвердження територій територіальних громад Харківської області», увійшло до складу Вільхуватської сільської громади.[1]
- 19 липня 2020 року, в результаті адміністративно - територіальної реформи та ліквідації Великобурлуцького району, село увійшло до складу Куп'янського району Харківської області[2].
- 22 червня 2023 року рішенням №230 Національної комісії зі стандартів державної мови віднесено до списку населених пунктів, які «можуть не відповідати лексичним нормам української мови», зокрема стосуватися «російської імперської чи колоніальної політики». Громаді рекомендовано обґрунтувати доцільність збереження поточної назви або запропонувати нову назву в установленому законодавством порядку.[3]

## Відомі уродженці
Невара Іван Миколайович  (5 липня 1954 — 28 жовтня 1981) — радянський військовик, кавалер ордена Червоної зірки.

## Економіка
- В селі є молочно-товарна ферма.

## Об'єкти соціальної сфери
- Школа.